# Frankenberg (Szászország)
Frankenberg város Németországban, azon belül Szászország tartományban. Lakosainak száma 13 862 fő (2023. december 31.). Frankenberg Flöha és Niederwiesa községekkel határos.

## A város részei

A város részei

- Frankenberg / Gunnersdorf Ortelsdorffal
- Sachsenburg / Irbersdorf
- Dittersbach / Neudörfchen
- Langenstriegis
- Altenhain
- Mühlbach / Hausdorf

## Népesség
A település népességének változása:
| Lakosok száma | 14 462 | 14 177 | 14 088 | 13 724 | 13 750 | 13 862 |
|               | 2015   | 2017   | 2019   | 2021   | 2022   | 2023   |

## Képek

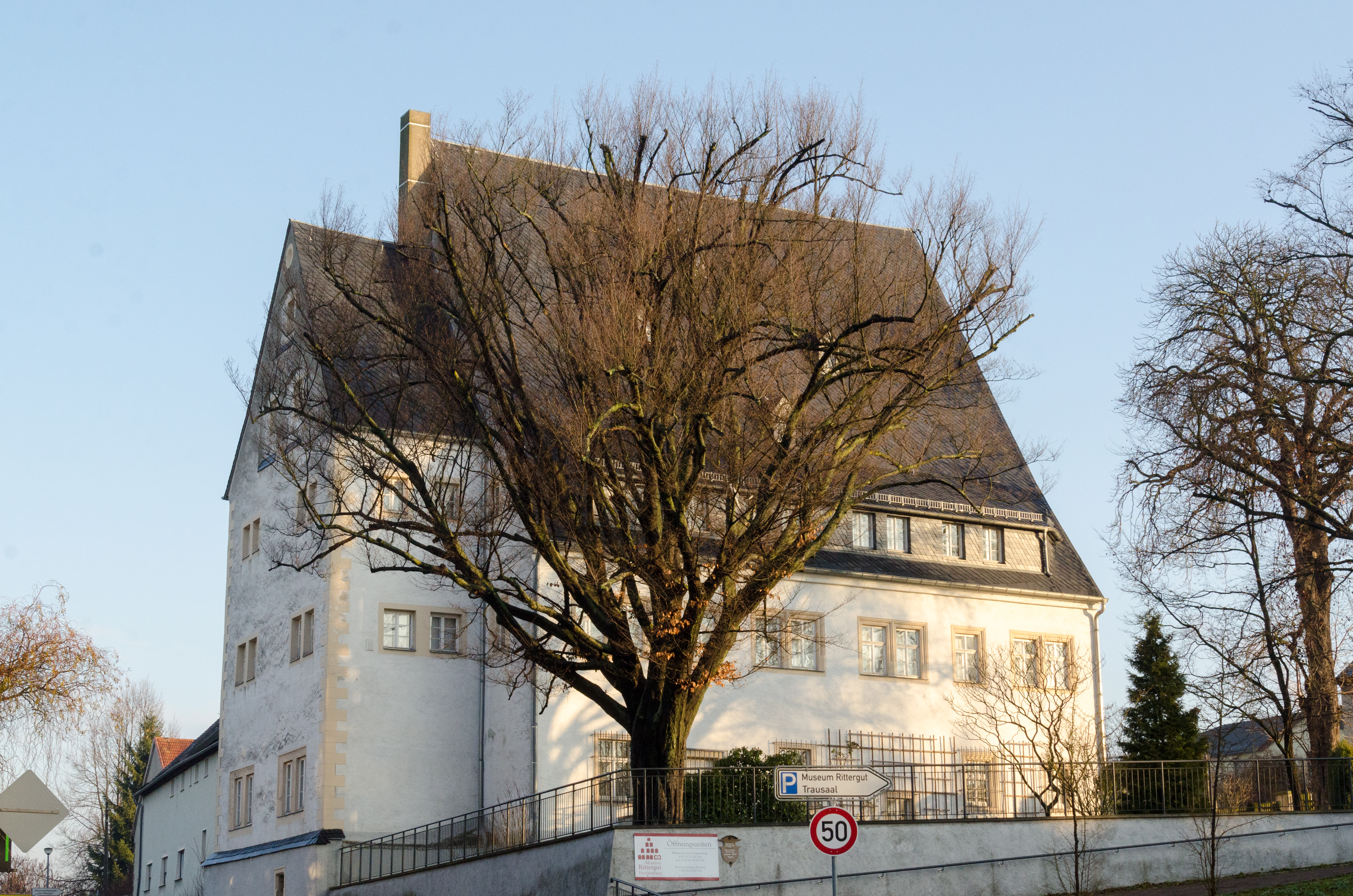
A múzeum
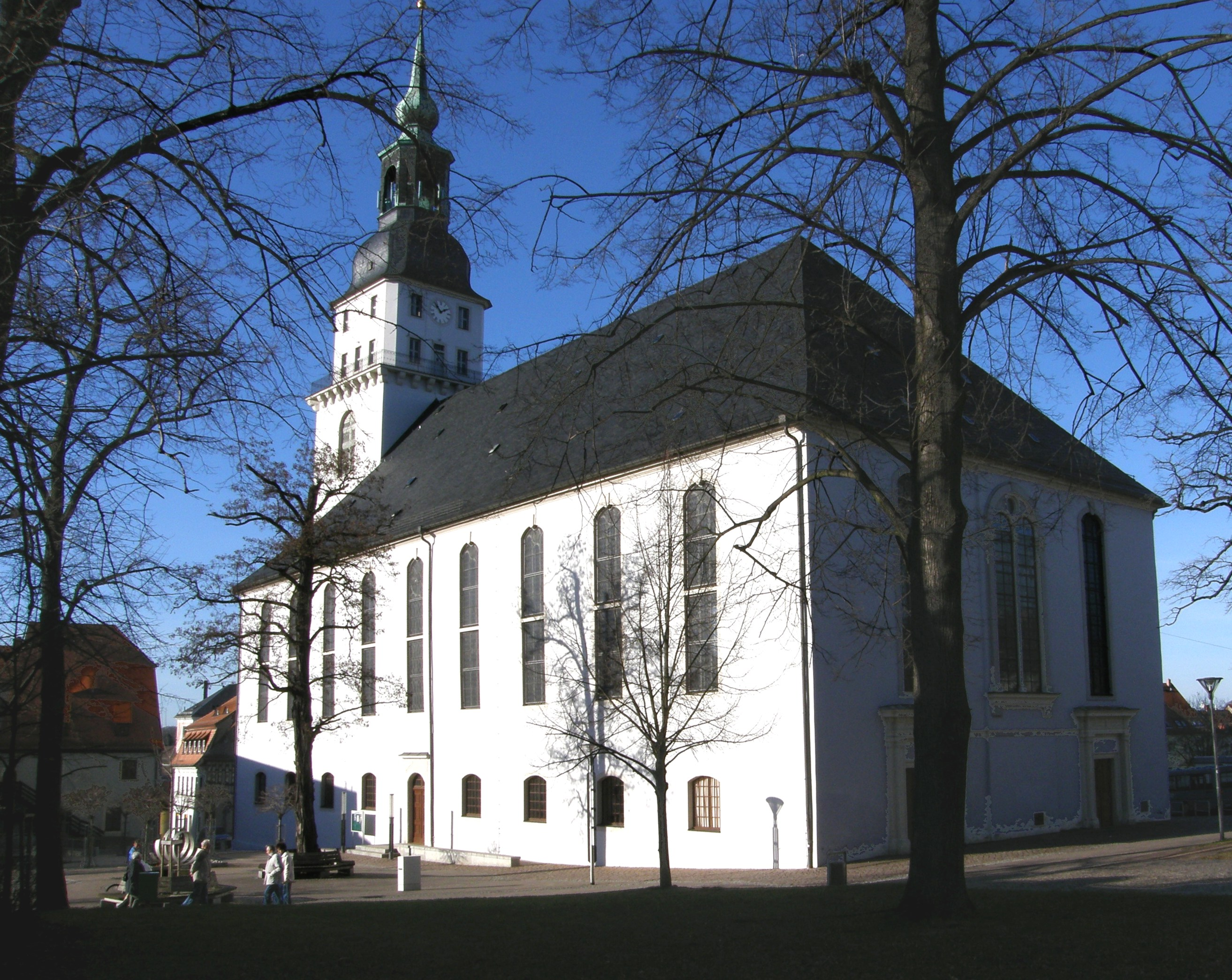
A templom
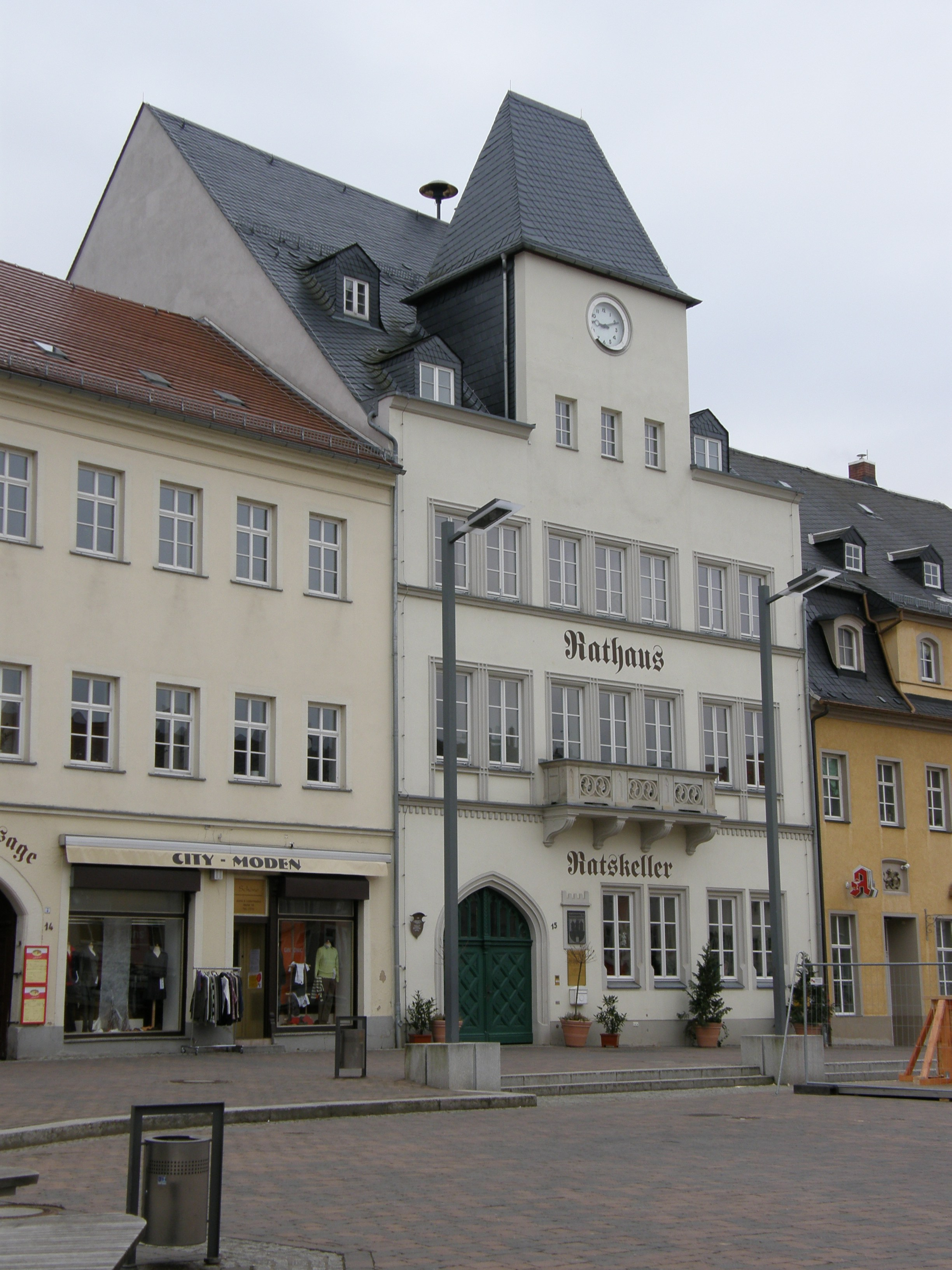
A tanácsház
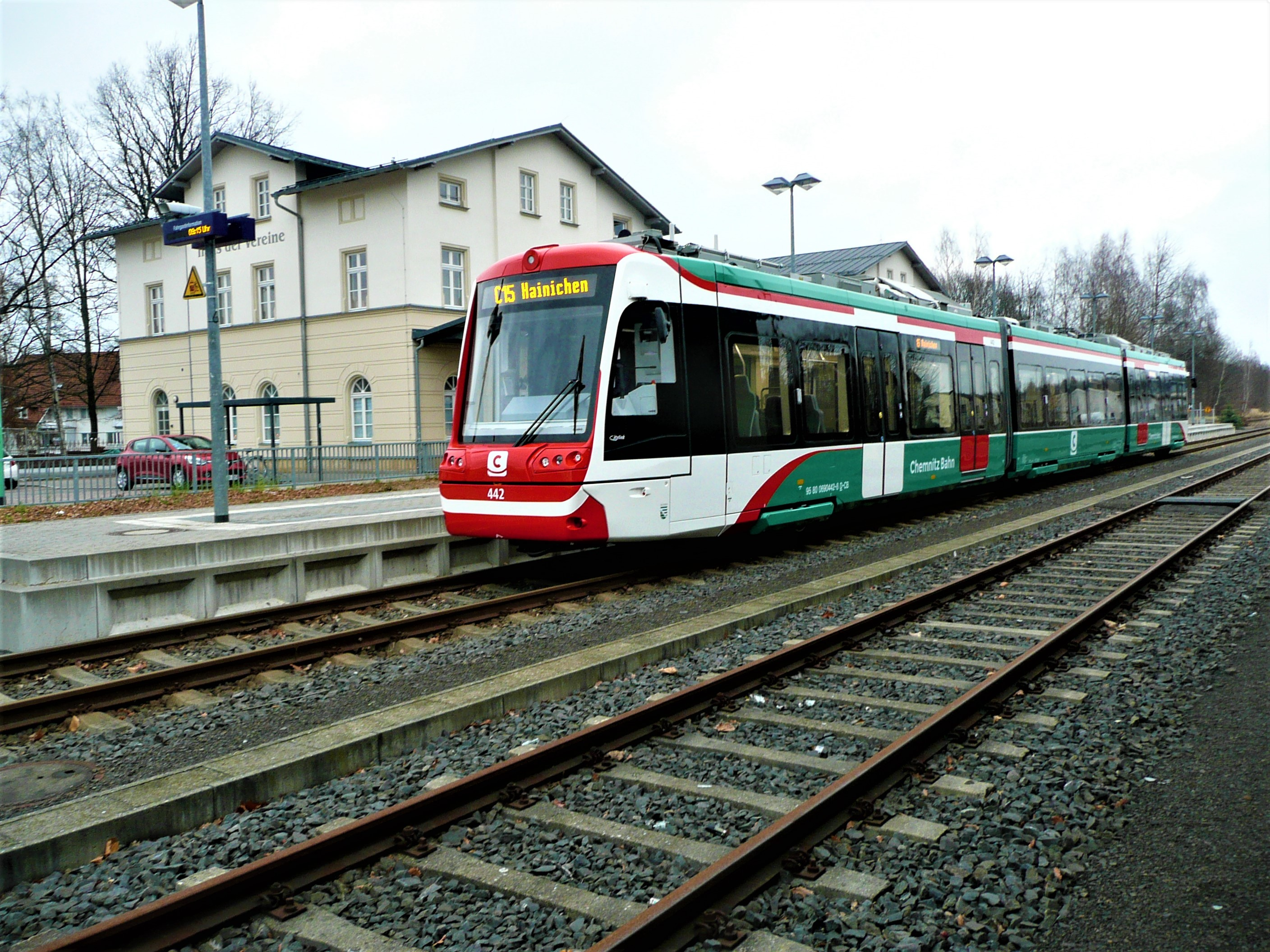
Az állomás
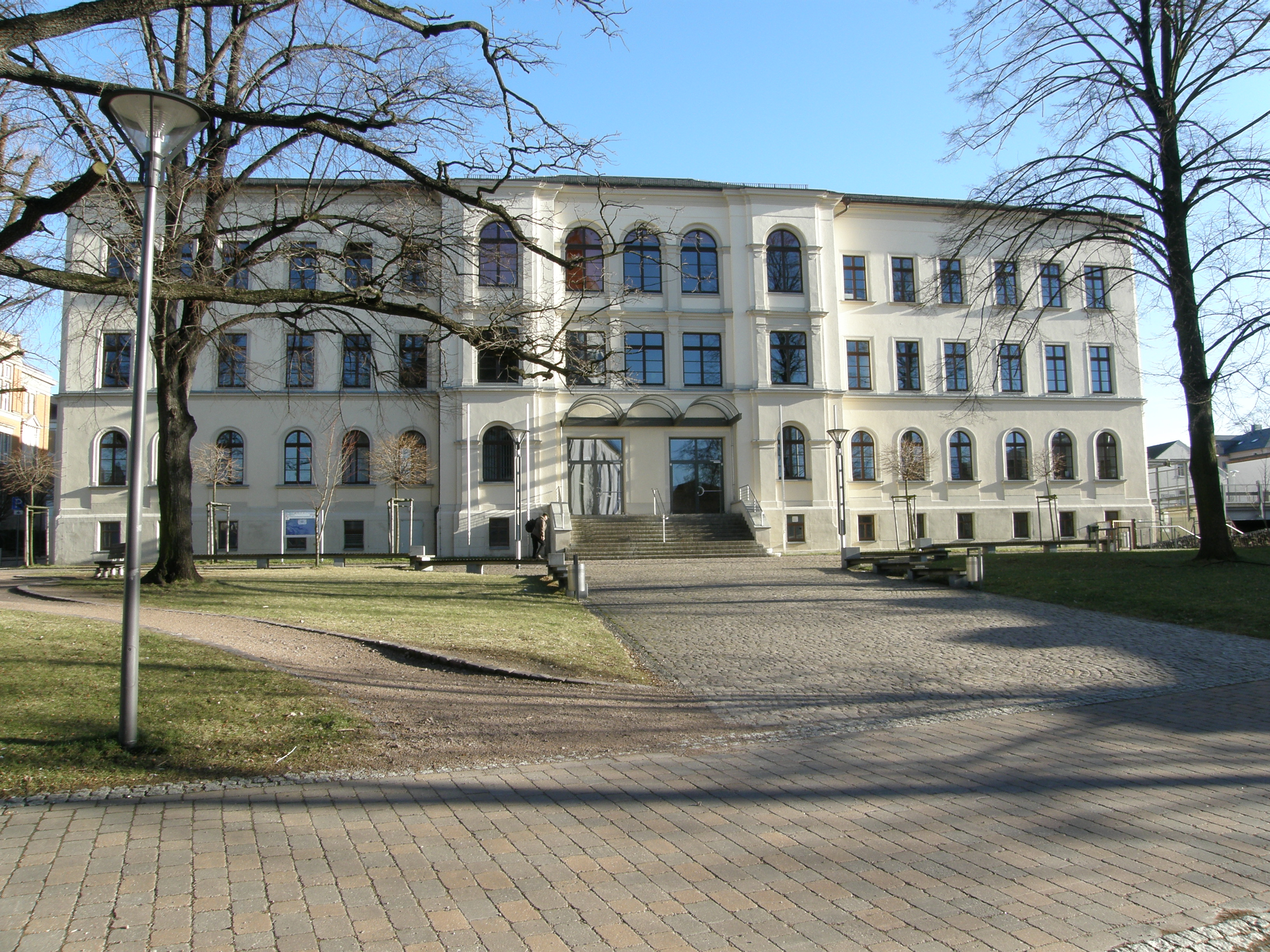
A gimnázium